# Spathelia stipitata
Spathelia stipitata är en vinruteväxtart som beskrevs av Ignatz Urban. Spathelia stipitata ingår i släktet Spathelia och familjen vinruteväxter. Inga underarter finns listade i Catalogue of Life.